# 青叶台站
青叶台站（日语：／ Aobadai eki */?）是一個位於神奈川縣橫濱市青葉區青葉台一丁目，屬於東急電鐵田園都市線的鐵路車站。車站編號是DT20。

## 年表
- 1966年（昭和41年）4月1日 - 車站啟用[1]。
- 1990年（平成2年） - 1992年（平成4年） - 站房改建，新建車站大樓，進行巴士總站改良工程。
- 2000年（平成12年）
  - 9月5日 - 下行中央林間方向月檯的長津田側新設「SQUARE口」。原來的檢票口更名為「中央口」。
  - 11月 - 車站大樓（青葉台LICRE）與青葉台Annex、青葉台東急百貨店組成的「青葉台東急SQUARE」開幕[3]。

## 結構
本站為側式月台2面2線地面車站。
由於位於斜坡上，東側月台為土塹式，西側月台為高架式。東側站體上有人工地盤，其上方是青葉台東急AQUARE停車場及健身館（ATRIO DUE青葉台）。
檢票口分為月台下1樓的「中央口」與下行月台直通的「SQUARE口」（營業時間10:00 - 22:00）兩處。
廁所在付費區內。
本站屬薊野管內（薊野～田奈），雖然是急行停靠站但沒有站長。

### 月台
| 月台 | 路線       | 方向 | 目的地                                              |
| ---- | ---------- | ---- | --------------------------------------------------- |
| 1    | 田園都市線 | 下行 | 長津田、中央林間方向                                |
| 2    | 田園都市線 | 上行 | 二子玉川、澀谷、半藏門線 押上、 伊勢崎線 春日部方向 |

（來源：東急電鐵:車站構內圖 （页面存档备份，存于））

### 設備
階梯、電扶梯、電梯
無障礙設施
- 寬式驗票閘門
- 無障礙斜坡（付費區外）

其他
- 定期券售票處
- TECO PLAZA
- AED
- 橫濱市立圖書館還書箱（付費區外）
- 蕎麥麵店しぶそば（付費區內）
- 大廳有雕刻家茂木弘行（日语：茂木弘行）的雕刻作品「夢」（ゆめ）[4]。

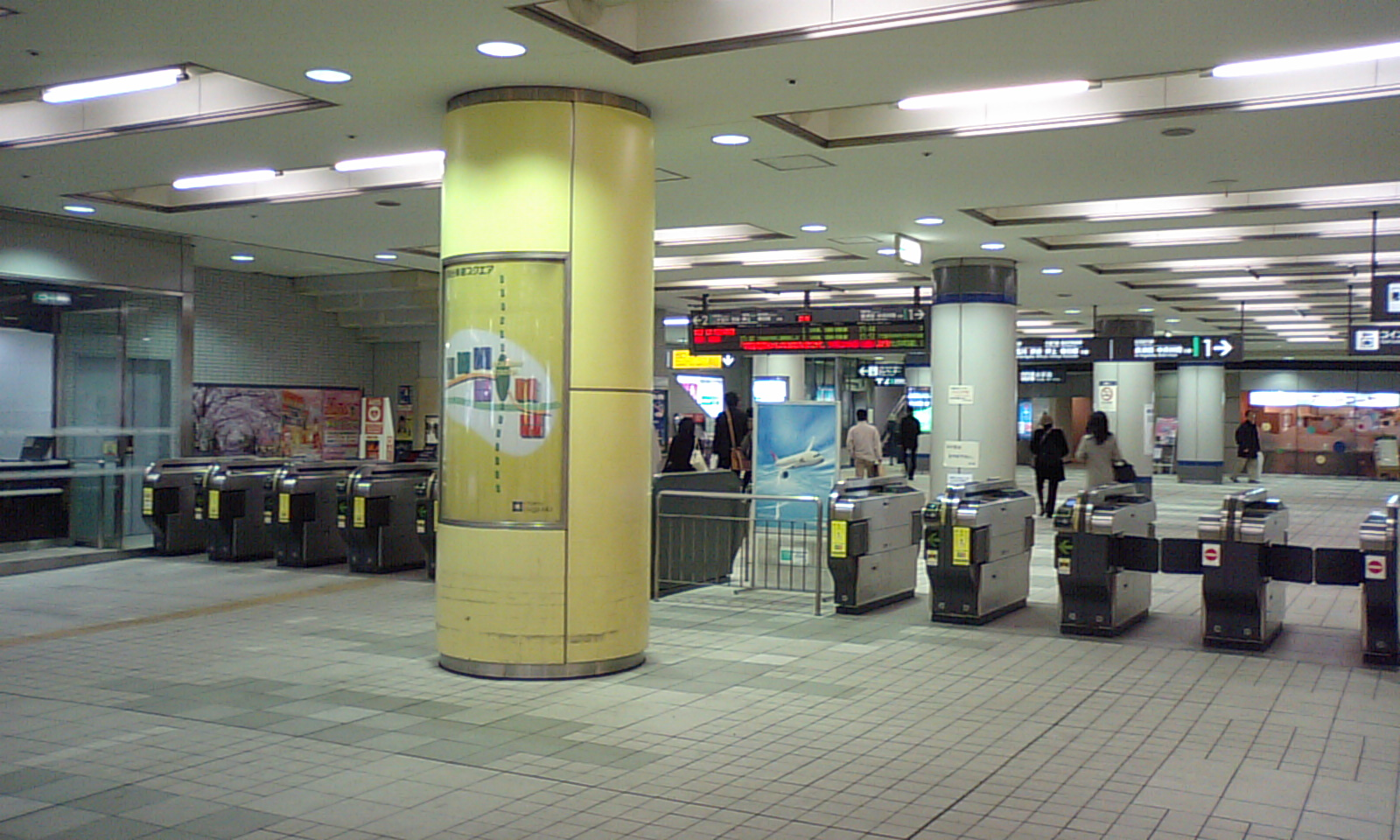
中央口（2008年3月21日）
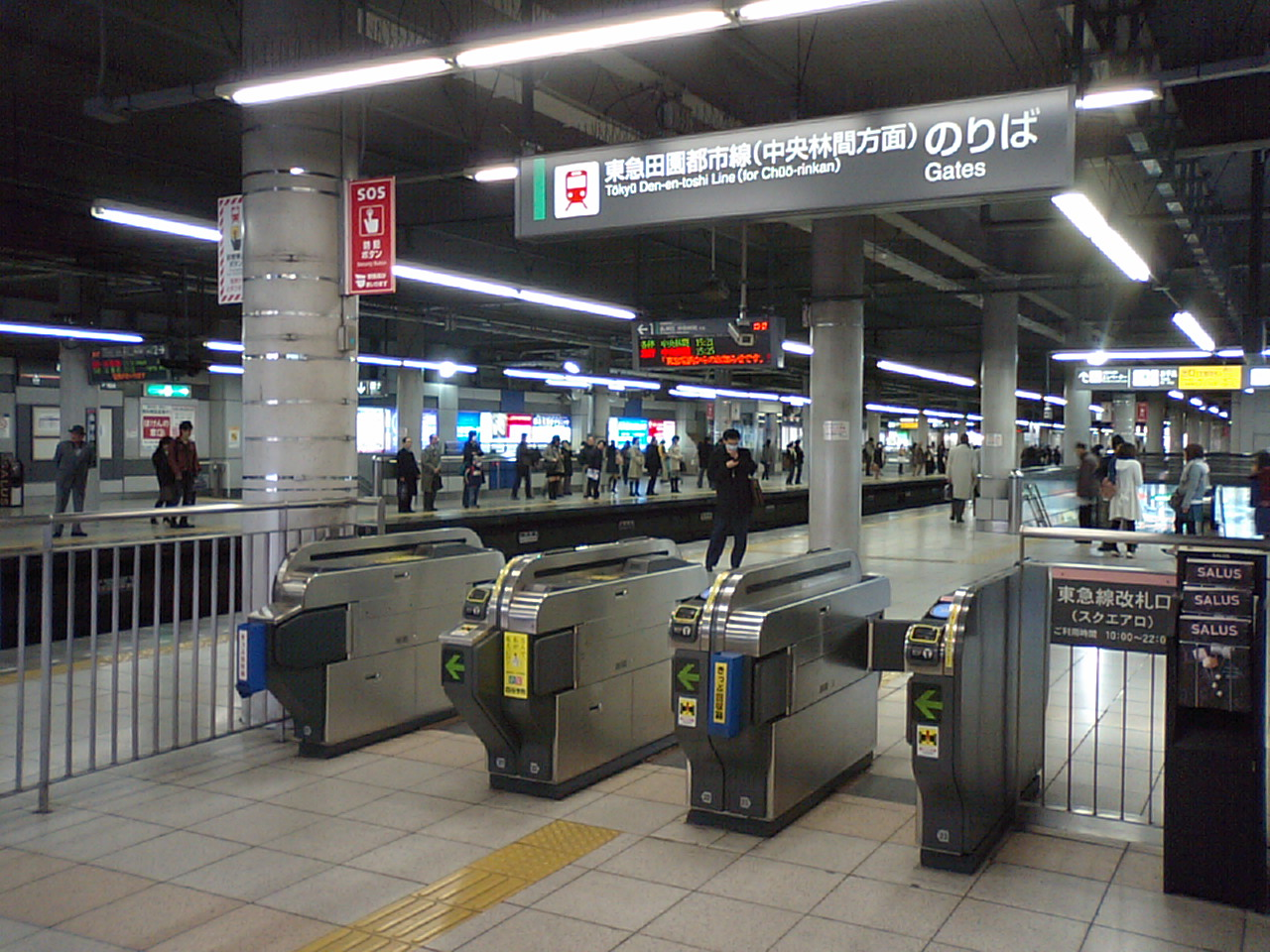
SQAURE口（2008年3月21日）
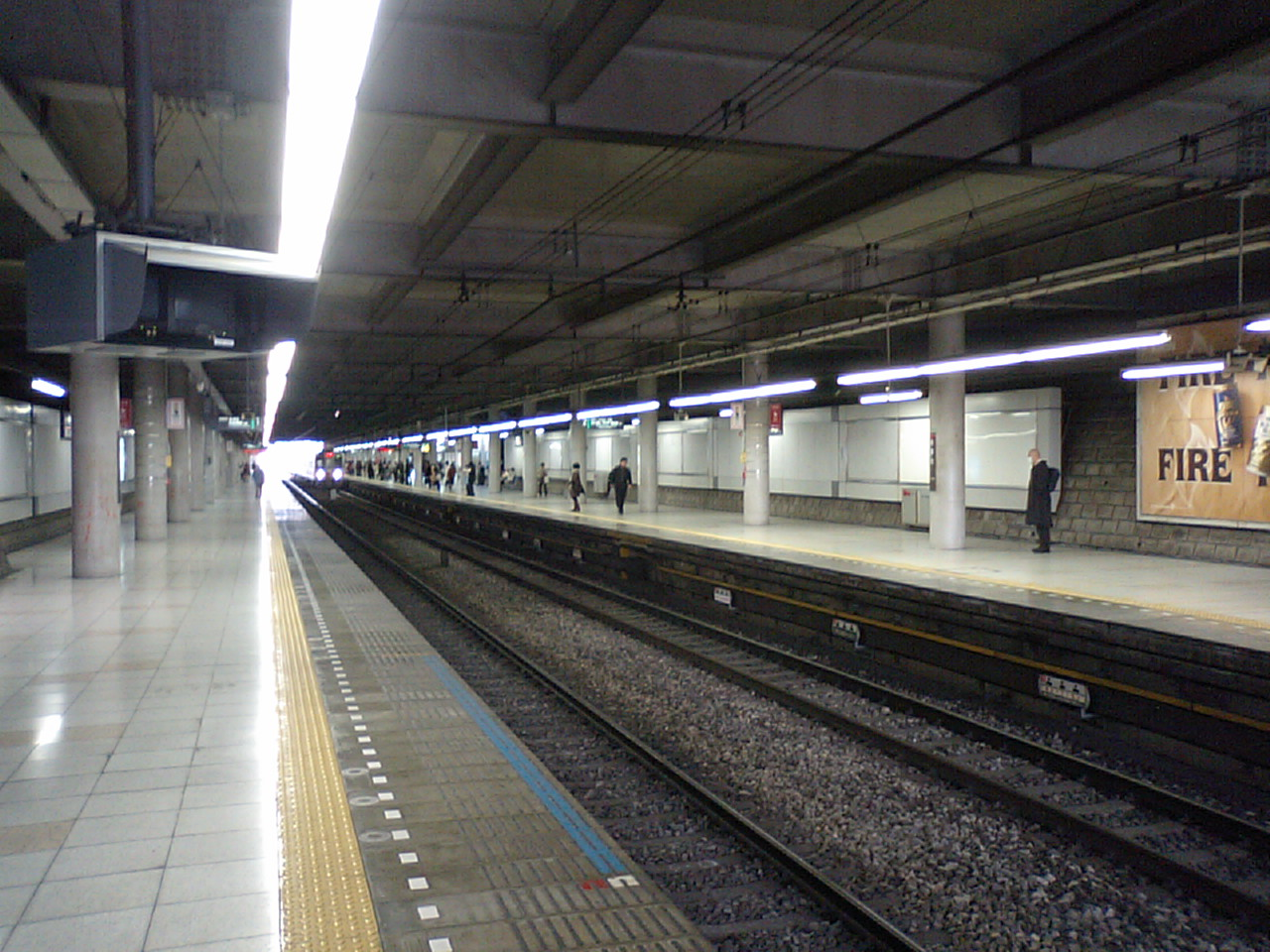
月台（2008年3月21日）

## 使用情況
2016年度1日平均上下車人次為112,606人、田園都市線車站當中排行第6位。與其他路線不接續的東急電鐵單獨車站當中最多，與其他路線不接續或聯絡輸送的私鐵車站在日本也是僅次於本厚木站排行第2多。
近年1日平均上下、上車人次推移如下表。
| 年度               | 1日平均 上下車人次 | 1日平均 上車人次 | 來源     |
| ------------------ | ------------------ | ---------------- | -------- |
| 1980年（昭和55年） |                    | 20,726           |          |
| 1981年（昭和56年） |                    | 22,468           |          |
| 1982年（昭和57年） |                    | 25,337           |          |
| 1983年（昭和58年） |                    | 30,050           |          |
| 1984年（昭和59年） |                    | 33,419           |          |
| 1985年（昭和60年） |                    | 35,981           |          |
| 1986年（昭和61年） |                    | 38,973           |          |
| 1987年（昭和62年） |                    | 40,423           |          |
| 1988年（昭和63年） |                    | 42,600           |          |
| 1989年（平成元年） |                    | 44,340           |          |
| 1990年（平成02年） |                    | 45,841           |          |
| 1991年（平成03年） |                    | 48,085           |          |
| 1992年（平成04年） |                    | 49,884           |          |
| 1993年（平成05年） |                    | 51,385           |          |
| 1994年（平成06年） |                    | 51,137           |          |
| 1995年（平成07年） |                    | 51,489           | [ * 1 ]  |
| 1996年（平成08年） |                    | 51,498           |          |
| 1997年（平成09年） |                    | 50,959           |          |
| 1998年（平成10年） |                    | 50,652           | [ * 2 ]  |
| 1999年（平成11年） |                    | 50,487           | [ * 3 ]  |
| 2000年（平成12年） |                    | 50,721           | [ * 3 ]  |
| 2001年（平成13年） |                    | 49,509           | [ * 4 ]  |
| 2002年（平成14年） | 102,257            | 52,034           | [ * 5 ]  |
| 2003年（平成15年） | 104,511            | 52,802           | [ * 6 ]  |
| 2004年（平成16年） | 106,373            | 53,056           | [ * 7 ]  |
| 2005年（平成17年） | 107,258            | 53,612           | [ * 8 ]  |
| 2006年（平成18年） | 109,323            | 54,607           | [ * 9 ]  |
| 2007年（平成19年） | 110,524            | 55,345           | [ * 10 ] |
| 2008年（平成20年） | 110,410            | 55,663           | [ * 11 ] |
| 2009年（平成21年） | 110,038            | 54,947           | [ * 12 ] |
| 2010年（平成22年） | 109,499            | 54,620           | [ * 13 ] |
| 2011年（平成23年） | 108,857            | 54,253           | [ * 14 ] |
| 2012年（平成24年） | 110,439            | 55,046           | [ * 15 ] |
| 2013年（平成25年） | 112,239            | 55,923           | [ * 16 ] |
| 2014年（平成26年） | 110,427            | 55,002           | [ * 17 ] |
| 2015年（平成27年） | 112,144            | 55,883           |          |
| 2016年（平成28年） | 112,606            |                  |          |

## 周邊

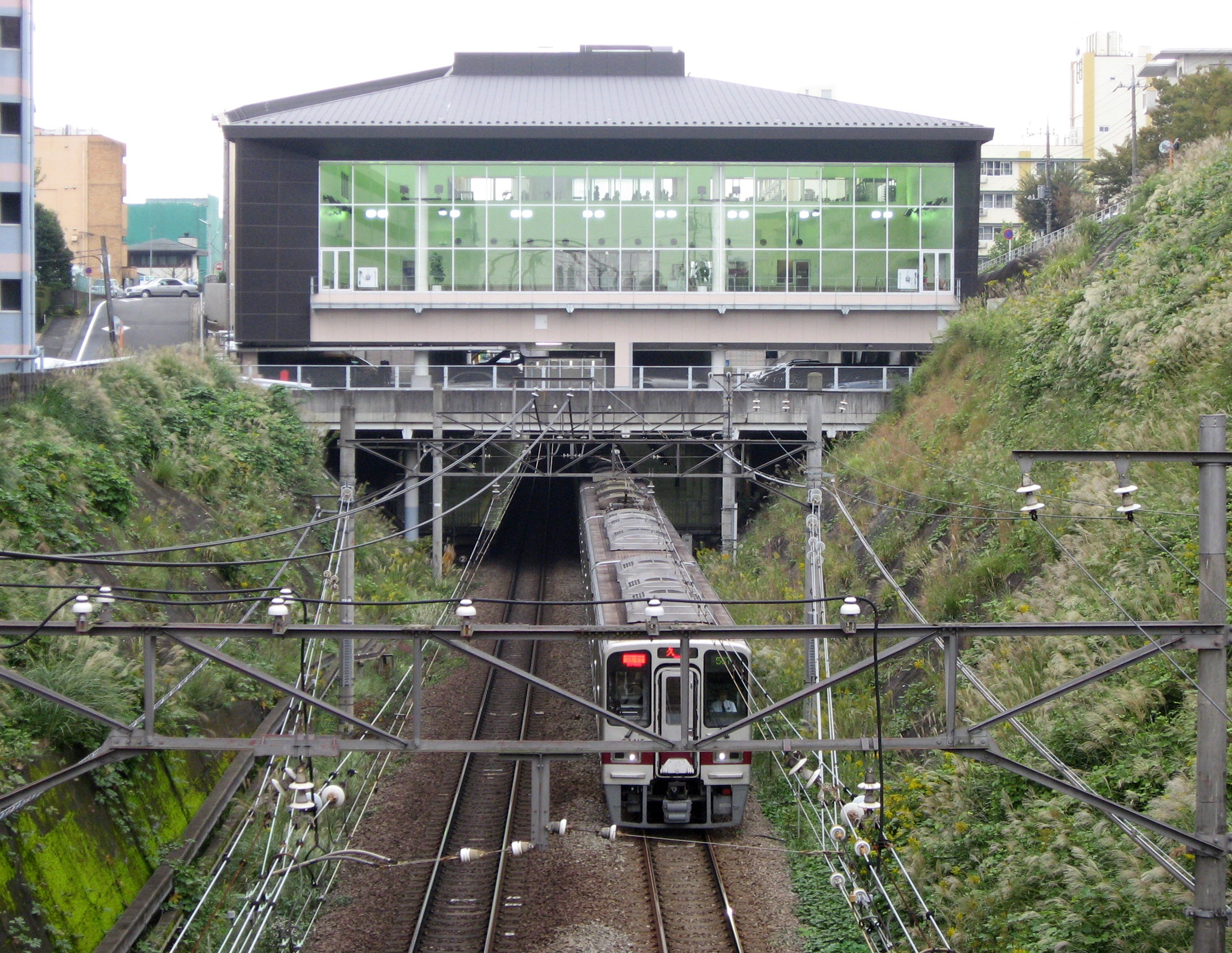
從澀谷方向（東）所見的車站月台。上方是青葉台東急SQAURE健身館（2008年10月26日）。

站前有青葉台東急SQAURE等商店。青葉台東急SQAURE內有青葉區民文化中心PHILIA HALL。主要幹道有站前的環狀4號線與附近的國道246號線。
由於周邊道路太多違法停車，車站周邊被列為違停取締最重點地域（含機車、電動腳踏車）。另外，由於車站周邊停放許多自行車，因此整備了自行車停車場供民眾使用。其中，2008年6月2日啟用的青葉台站第四自行車停車場是橫濱市內第一座使用電磁鎖式的停車場。

### 公共設施
- PHILIA HALL（日语：フィリアホール）（青葉區民文化中心）[1]
- 青葉台公園 - 又稱「香菇公園」。
- 櫻台公園（指定為橫濱市廣域避難場所）
- 橫濱市立青葉台中學校
- 青葉台社區之家「書之家」

### 商業設施
- 青葉台東急SQAURE（日语：青葉台東急スクエア）[1] - 由South-1本館、South-1別館、South-2、健身館、North-1、North-2、North-3、North-4共八棟所組成。
- 青葉台論壇 - 東急Community（日语：東急コミュニティー）營運的旅館型地域社區設施。
- 科樂美運動俱樂部（日语：コナミスポーツクラブ）青葉台
- ASUWELL青葉台
- 成城石井青葉台店
- 明治屋（日语：明治屋）青葉台店
- 山田電機TeccLand青葉店
- YAMAYA（日语：やまや）
- Champ Camera（日语：チャンプカメラ）青葉台店
- YU-LAND綠（站前有接駁巴士）

### 郵局、金融機關
- 青葉台郵便局（日语：青葉台郵便局）
  - 郵貯銀行青葉台店
- 青葉台站前郵便局
- 橫濱青葉台二郵便局
- 瑞穗銀行青葉台支店
- 三菱UFJ銀行青葉台支店、青葉台站前支店
- 三井住友銀行青葉台支店
- 橫濱銀行青葉台支店
- SMBC信託銀行（日语：SMBC信託銀行）青葉台出張所
- 三菱UFJ信託銀行
- 三井住友信託銀行
- 野村證券
- 大和證券
- SMBC日興證券

### 巴士路線

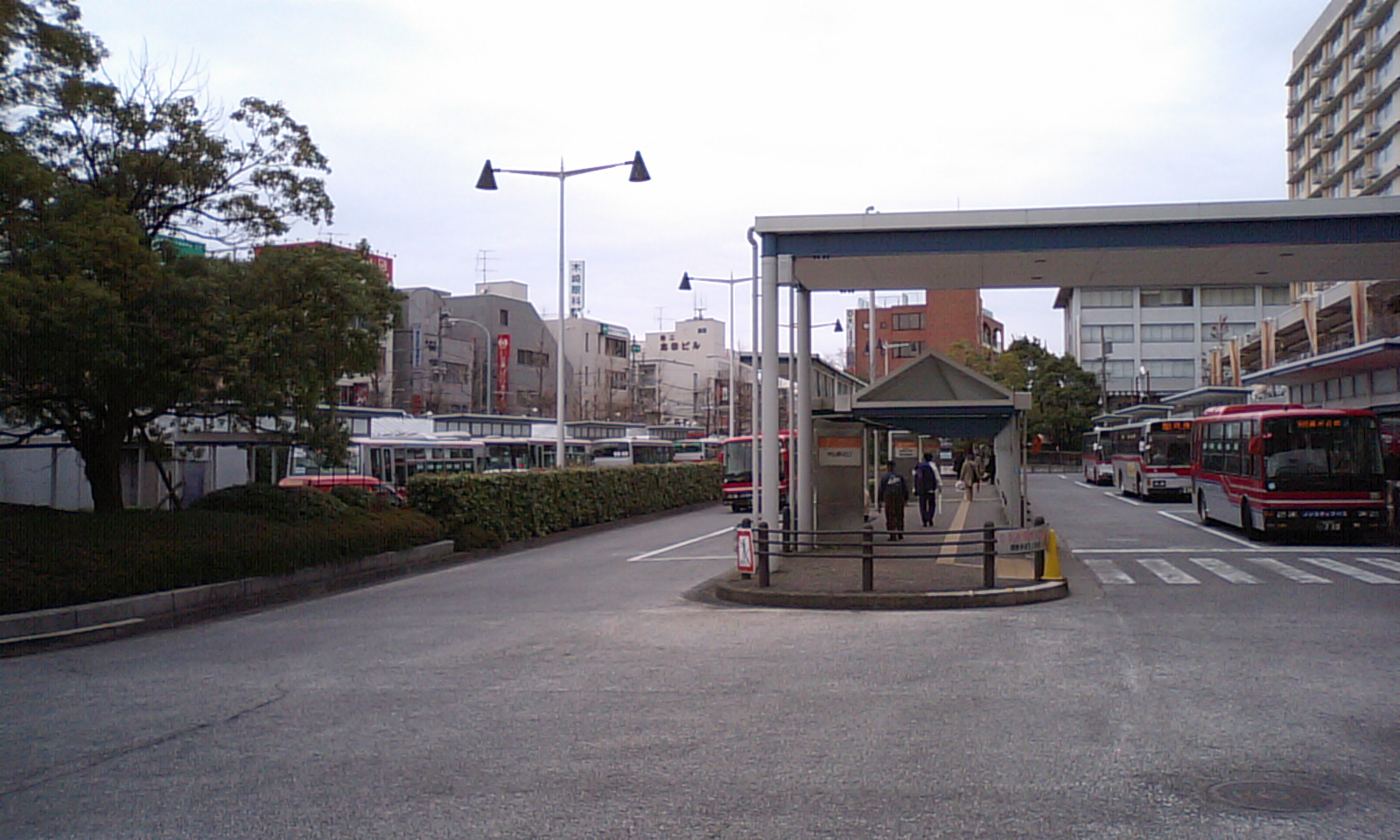
青葉台站巴士總站（2008年3月21日）

從本站搭乘公車可搭乘往日本體育大學橫濱健志台校區、寺家故鄉村、兒童國、綠山Studio City等往北的東急巴士路線。另外橫濱市營巴士與東急巴士也運行前往橫濱若葉台團地與中山站北口的南向巴士路線。神奈川中央交通除了往長津田站北口的路線，平日早晨還有往中山站北口與町田巴士中心（町田站）的路線。
| 乘車處 | 系統    | 主要行經地                      | 目的地                 | 運行業者              |
| ------ | ------- | ------------------------------- | ---------------------- | --------------------- |
| 1號    | 青01    | 櫻台、美竹台、柿之木台          | 藤丘站                 | ■東急                 |
| 2號    | 青30    | 櫻台、若草台、鴨志田團地        | 【循環】寺家町         | ■東急                 |
| 2號    | 青31    | 櫻台、若草台、鴨志田町          | 鴨志田團地             | ■東急                 |
| 4號    | 青61    | 公園前、桂台                    | 日體大                 | ■東急                 |
| 5號    | 青118   | 公園前、桂台、兒童國            | 奈良北團地             | ■東急                 |
| 6號    | 青27    | 櫻台、成合、桐蔭學園前          | 市尾站                 | ■東急                 |
| 6號    | 青28    | 櫻台、成合                      | 桐蔭學園前             | ■東急                 |
| 7號    | 青90 90 | 山谷綠台・小山町                | 中山站北口             | ■東急 ■神奈中東 ■市營 |
| 8號    | 青23 23 | 十日市場站、郵便局前            | 若葉台中央             | ■東急 ■市營           |
| 8號    |         | 榎木橋、杜鵑丘、白鳥台          | 青葉台營業所(入庫班次) | ■東急                 |
| 9號    | 23      | 十日市場站、新治町、杉澤        | 三保中央               | ■市營                 |
| 9號    | 55      | 十日市場站、Vintage前           | 若葉台中央             | ■市營                 |
| 9號    | 345     | 十日市場站、星槎中學高校前      | 【急行】若葉台中央     | ■市營                 |
| 9號    | 65      | 十日市場站、保育園前            | 若葉台中央             | ■市營                 |
| 9號    | 65      | 十日市場站、地區公園            | 若葉台中央             | ■市營                 |
| 10號   | 青51    | 桂台、松風台（上午循環）        | 【循環】松風台         | ■東急                 |
| 10號   | 青52    | 松風台、桂台（下午循環）        | 【循環】松風台         | ■東急                 |
| 10號   | 青55    | 松風台、中恩田橋                | 茜台                   | ■東急                 |
| 10號   | 青56    | 松風台、中恩田橋                | 綠山循環               | ■東急                 |
| 10號   | 津03    | 松風台、中恩田橋                | 長津田站北口           | ■神奈中東             |
| 11號   | 青81    | 坂上、北八朔、青砥團地          | 中山站北口             | ■東急                 |
| 11號   | 青82    | 坂上、千草台                    | 【循環】綠台           | ■東急                 |
| 11號   | 青83    | 梅丘、千草台                    | 藤丘站                 | ■東急                 |
| 12號   | 町73    | 田奈站、中恩田橋、鞍掛          | 町田巴士中心           | ■神奈中東             |
| 13號   | 青11    | 上谷本第一公園、公園坂下、櫻台  | 【循環】櫻台上         | ■東急                 |
| 13號   | 青32    | 櫻台、櫻台團地前（上午循環）    | 【循環】雨堤           | ■東急                 |
| 13號   | 青33    | 櫻台、櫻台Village前（下午循環） | 【循環】雨堤           | ■東急                 |

## 名稱由來
1960年取得執照時的臨時站名為「成合（なりあい）」，取自當地地名。
實際上，設站預定地屬恩田町，成合町則是在車站北方。而臨時站名「成合」指的是車站預定地北側的「恩田町字成合」，當地民眾稱為「恩田成合」。
1965年9月常務會，決議更改站名為「青葉台」，意指「開發後亦充滿綠意的街道」。本站開業後隔年的1967年，站名「青葉台」成為正式地名。

## 相鄰車站
東急電鐵
 田園都市線
■急行、■準急
薊野（DT16）－青葉台（DT20）－長津田（DT22）
■各站停車
藤丘（DT19）－青葉台（DT20）－田奈（DT21）

## 延伸閱讀
- 宮田道一. . JTBパブリッシング. 2008-09-01. ISBN 9784533071669.

## 外部連結
- 青葉台（各站資訊） - 東急電鐵（日語）